# Heather Ann Davis
Heather Ann Davis (Claremont, 27 novembre 1984) è un'attrice e modella statunitense.
Comincia a lavorare come modella nel 2005, dedicandosi in seguito anche alla recitazione. Nel 2011 ottiene il ruolo di Bella, la parodia di Bella Swan, nel film Succhiami e interpreta la protagonista Wendy negli spot promozionali dei romanzi della Trylle Trikogy, scritti dall'autrice Amanda Hocking.

## Filmografia

### Cinema
- Fireworks, regia di Michael Mayer – cortometraggio (2010)
- Happy Hour, regia di Cameron Beyl – mediometraggio (2010)
- Retracing Your Steps, regia di Aaron Behl – cortometraggio (2010)
- Grammar Class, regia di Vahe Gabuchian – cortometraggio (2011)
- Succhiami (Breaking Wind), regia di Craig Moss (2011)
- Wingman, regia di Aaron Behl – cortometraggio (2012)
- Boner Police: The Movie, regia di Peter Gilroy (2012)
- Here Build Your Homes, regia di Cameron Beyl (2012)
- Fun Size Horror: Volume One, regia di vari (2015)

### Televisione
- Swingtown – serie TV, episodio 1x02 (2008)
- The Lake – serie TV, 12 episodi (2009)
- Jimmy Kimmel Live! – serie TV, episodi 10x138-10x186 (2012)
- Castle – serie TV, episodio 5x14 (2013)
- Upstairs – serie TV, pilot (2013)
- CSI - Scena del crimine – serie TV, episodio 14x20 (2014)
- Drop Dead Diva – serie TV, episodio 6x13 (2014)
- Hand of God – serie TV, episodi 1x01-1x06-1x09 (2014-2015)

## Videografia
- There's No Such Thing As Love, videoclip del singolo di Bleu (2011)

## Doppiatrici italiane
Nelle versioni in italiano dei suoi film, Heather Ann Davis è stata doppiata da:
- Federica De Bortoli in Succhiami
- Francesca Manicone in Castle